# Ask a Woman Who Knows
Ask a Woman Who Knows è un album della cantante statunitense Natalie Cole, pubblicato il 17 settembre 2002.

## Descrizione
L'album, pubblicato dalla Verve, è prodotto da Tommy LiPuma. Esso contiene cover di brani interpretati da vari noti artisti quali Nina Simone, Sarah Vaughan, Ella Fitzgerald, Dinah Washington, Peggy Lee, Carmen McRae, Barbra Streisand, Diana Ross, Frank Sinatra e Nat King Cole, padre di Natalie.

## Tracce
1. I Haven't Got Anything Better to Do
2. Tell Me All About It
3. Ask a Woman Who Knows
4. It's Crazy
5. You're Mine, You
6. So Many Stars
7. I Told You So
8. Soon
9. I'm Glad There Is You
10. Better Than Anything (con Diana Krall)
11. The Music That Makes Me Dance
12. Calling You
13. My Baby Just Cares for Me